# 아이언맨 (드라마)
《아이언맨》은 2014년 9월 10일부터 2014년 11월 13일까지 KBS 2TV에서 방영된 수목드라마이다. KBS 월드에서는 블레이드맨이라는 국제명으로 방영 했다. 당초 20부작으로 편성할 계획이었지만, 중계 방송으로 인한 결방 사유 및 시청률이 저조하다는 시청자들의 의견에 따라 2회분이 단축되어 18부작으로 조기종영되었다.

## 기획 의도
이 드라마는 칼이 돋아난다는 것에 대한 정체성이 주축이되면서 세상 모든 상처받은 영혼들을 위한 힐링 스토리이며, 각종 재난과 부조리가 창궐하는 2014년 대한민국에 영웅이 세상을 구하는 ‘판타지 영웅담’을 다루고 있다. 또 자신의 욕망을 아들에게 투사시킨 아버지와 그 아버지를 죽도록 미워하는 아들의 분골쇄신 격투기 그리고 화해기를 다룬다. 이뿐만 아니라 상대를 홧병으로 죽게 할 만큼 독설에 능한 남자와 절대 홧병에 안 걸리고 “말 그렇게 하면 안되지”라며 우리말을 가르쳐 주는 여자의 사랑 이야기가 그려진다.

## 줄거리
아픔투성이인 마음 때문에 몸에 칼이 돋는 한 남자와 그런 그를 진짜 사람으로 성장시키는 오지랖 넓은 여자의 사랑 이야기.

## 등장 인물

### 주요 인물
- 이동욱 : 주홍빈 역
- 신세경 : 손세동 역
- 김갑수 : 주장원 역
- 한다감 : 김태희 역 (아역: 고원희)

### 주홍빈의 주변 인물
- 정유근 : 주창 역
- 이미숙 : 윤사월 역
- 한정수 : 고자경 역
- 이주승 : 주홍주 역
- 윤다경 : 연미정 역

### 손세동의 주변 인물
- 신승환 : 승환 역
- 김재영 : 재길 역
- 강다빈 : 수재 역
- 진주형 : 정준 역
- 이승호 : 윤석 역
- 김선웅 : 경호 역

### 그 외 인물
- 김형범 : 변동근 역
- 송경철 : 정원관리사 역
- 황현희 : 강민정 역
- 이달형 : 운전기사 역
- 최영인 : 가정부 역
- 김미경 : 가정부 역
- 라미란 : 박에리사 역
- 정진 : 오중식 역
- 김푸른바다 : 김선우 역
- 김규철 : 조붕구 역
- 송영학
- 박건락
- 김선혜 : 김태희와 고물자원봉사 동료 역
- 지영우
- 방유설
- 염동헌 : 집주인 아저씨 역
- 리민 : 조폭 역
- 손동화 : 고등학생 역
- 이주아 : 수경 역
- 신소예

## 수상
- 2014년 KBS 연기대상 여자 조연상 : 한다감

## 시청률
아래의 파란색 숫자는 '최저 시청률'이고, 빨간색 숫자는 '최고 시청률'입니다. 시청률조사회사와 지역별로 시청률에 차이가 있을 수 있습니다.
| 2014년      | 2014년      | 2014년         | 2014년       | 2014년         | 2014년       |
| 회차        | 방송일      | TNmS 시청률    | TNmS 시청률  | AGB 시청률     | AGB 시청률   |
| 회차        | 방송일      | 대한민국(전국) | 서울(수도권) | 대한민국(전국) | 서울(수도권) |
| ----------- | ----------- | -------------- | ------------ | -------------- | ------------ |
| 제1회       | 9월 10일    | 6.0%           | 6.6%         | 6.6%           | 7.0%         |
| 제2회       | 9월 11일    | 4.8%           | 5.7%         | 5.7%           | 5.8%         |
| 제3회       | 9월 17일    | 5.0%           | 5.6%         | 5.6%           | 5.5%         |
| 제4회       | 9월 18일    | 4.6%           | 5.1%         | 5.0%           | 5.0%         |
| 제5회       | 9월 24일    | 4.5%           | 5.5%         | 5.5%           | 5.7%         |
| 제6회       | 9월 25일    | 5.7%           | 6.3%         | 6.9%           | 7.1%         |
| 제7회       | 10월 1일    | 4.8%           | 5.6%         | 5.0%           | 5.1%         |
| 제8회       | 10월 8일    | 3.5%           | 4.7%         | 4.3%           | 4.1%         |
| 제9회       | 10월 9일    | 4.1%           | 5.0%         | 4.7%           | 4.5%         |
| 제10회      | 10월 15일   | 3.3%           | 4.3%         | 4.1%           | 4.2%         |
| 제11회      | 10월 16일   | 3.8%           | 4.8%         | 4.3%           | 4.1%         |
| 제12회      | 10월 22일   | 4.6%           | 4.7%         | 5.1%           | 5.1%         |
| 제13회      | 10월 23일   | 4.0%           | 4.5%         | 4.1%           | 3.6%         |
| 제14회      | 10월 29일   | 5.1%           | 6.1%         | 5.2%           | 5.6%         |
| 제15회      | 10월 30일   | 3.4%           | 3.5%         | 4.3%           | 4.5%         |
| 제16회      | 11월 6일    | 2.9%           | 3.4%         | 4.0%           | 4.6%         |
| 제17회      | 11월 12일   | 2.8%           | 3.6%         | 3.2%           | 3.8%         |
| 제18회      | 11월 13일   | 2.2%           | 2.9%         | 3.4%           | 3.9%         |
| 평균 시청률 | 평균 시청률 | 4.2%           | 4.9%         | 4.8%           | 5.0%         |

## 결방 사유
- 2014년 10월 2일 : 2014년 아시안 게임 축구 남자 대한민국 대 북한 결승전 중계 방송으로 인해 결방.[4]
- 2014년 11월 5일 : KBS 스프츠 2014년 한국시리즈 2차전 넥센 히어로즈 VS 삼성 라이온즈 중계방송으로 인해 결방.[5]

## 같은 시간대 드라마
MBC 수목 미니시리즈
- 《내 생애 봄날》
- 《미스터 백》

SBS 드라마 스페셜
- 《괜찮아, 사랑이야》
- 《내겐 너무 사랑스러운 그녀》
- 《피노키오》